# مقبرة الخادم مينتي
| mn · n · T | w | i | Z4 · D54 | w | Z4 |

| mn · n · T | w | i | Z4 · D54 | w | Z4 |

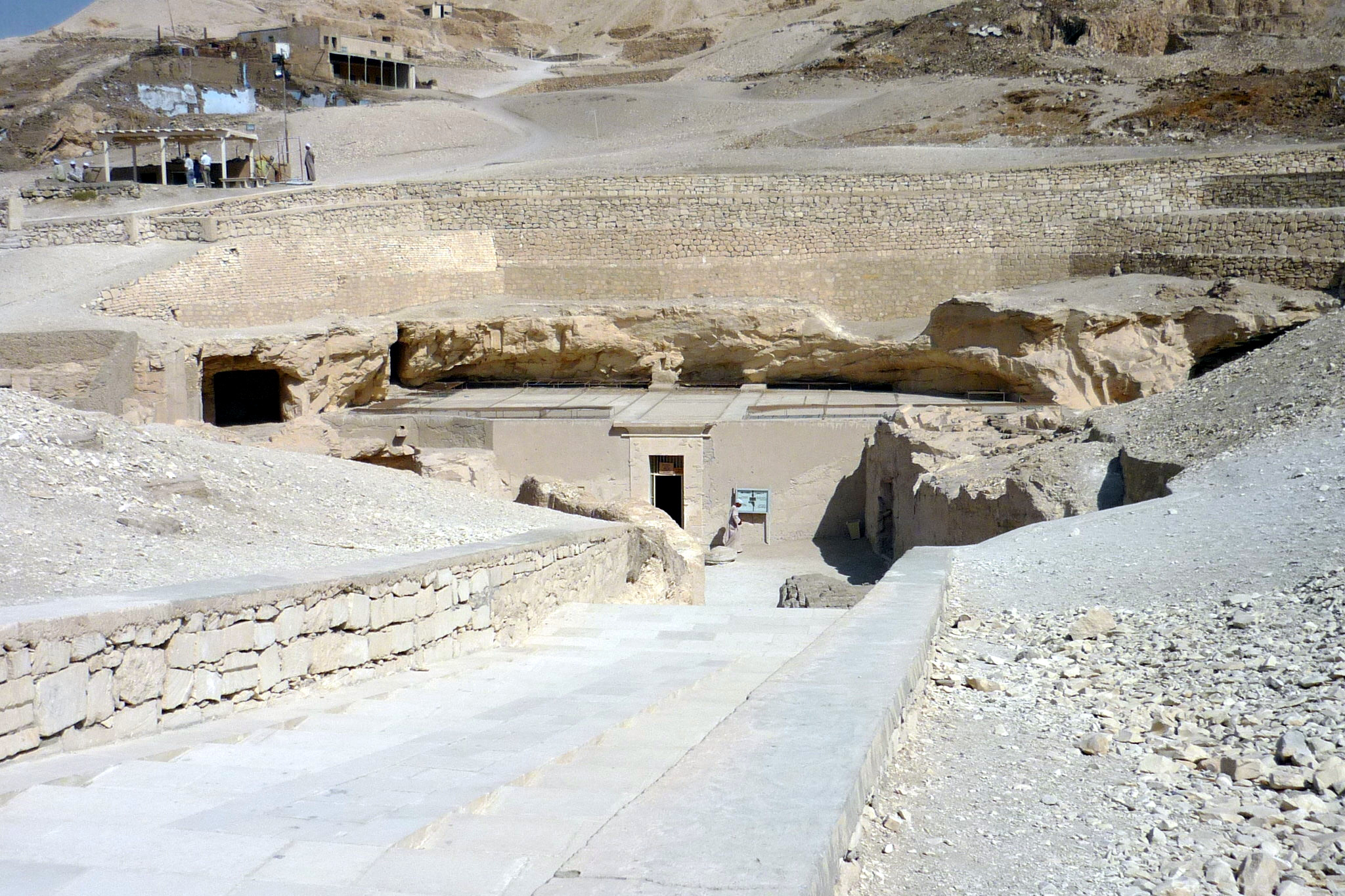
مقابر النبلاء في الأقصر.

مقبرة الخادم مينتي، هي مكان دفن كبير خدم البلاط الملكي مونتو يوي (بالإنجليزية: Mentiywy)‏، (ويكتب أيضا مينتي -iywy). وتحمل المقبرة الرمز العالمي (TT172)، على الضفة الغربية لنهر النيل، مقابل الأقصر، في شرم الخوخة، في مقابر النبلاء في الأقصر. عاش كبير الخدم خلال عهد تحتمس الثالث وامنحتب الثاني خلال منتصف الأسرة الثامنة عشرة المصرية. سميت والدته خبو.

## المقبرة
يتكون القبر من قاعة وممر والمدرج مزينة على حد سواء. تحتوي القاعة يشاهد فيها نص السيرة الذاتية. في النص يصف كبير الخدم كيف أنه خدم في عهد تحتمس الثالث. وكيف انه بدأ مشواره كخادم في الشقق الملكية، وكيف رافق الملك اثناء حملته الانتخابية. النص يوضح أنه يتبع الملك لمنطقة الشرق الأوسط وقد عبروا نهر الفرات. تنص نقوش كبير الخدم انه لم ضل دائماً بجانب الملك في ساحة المعركة. عندما تولى أمنحتب الثاني العرش بقي كبير الخدم في القصر الملكي، وكان بمثابة خادم شخصي الملكي.